# 多點雨麗魚
多點雨麗魚為輻鰭魚綱鱸形目隆頭魚亞目慈鯛科的其中一種。

## 分布
本魚分布非洲馬拉威湖。

## 深度
水深0至76公尺。

## 特徵
本魚體色為灰色，身上有許多褐色的斑塊，唇綠色或藍色，背鰭、尾鰭與臀鰭藍色，背鰭有紅色的亮斑點。眼眶為金色，前額長而陡。在頰部上具有3至4個成列的鱗片。在側線的上半部有21至25枚鱗片，11至16枚在較下面的部位；在胸鰭與腹鰭之間具有5至6枚鱗片。幼雄魚通常體色較深。背鰭硬棘15至17枚、背鰭軟條9至12枚；臀鰭硬棘3至4枚、臀鰭軟條9至11枚。體長可達23公分。

## 生態
本魚棲息湖泊的岩石和沙地混合區有水草生長處，繁殖期具有領域性，屬肉食性，以其他魚類為食，通常成對或小群活動。

## 經濟利用
為觀賞性魚類，據說是湖泊魚中最早被人工飼養的魚。